# Ramphotyphlops suluensis
Ramphotyphlops suluensis este o specie de șerpi din genul Ramphotyphlops, familia Typhlopidae, descrisă de Taylor 1918. A fost clasificată de IUCN ca specie în pericol. Conform Catalogue of Life specia Ramphotyphlops suluensis nu are subspecii cunoscute.